# James Allen Yaw Odico
James Allen Yaw Odico (* 10. April 1952 in Bathurst) ist ein gambischer anglikanischer Bischof von Gambia.

## Leben

### Bildung und Werdegang
James Odico, geboren am 10. April 1952 in Bathurst (heute Banjul), Gambia, wurde am 11. Mai 1952 getauft und empfing am 10. November 1968 die Firmung. Er besuchte die St. Joseph's Primary School und später die St. Augustine's Junior und Secondary Schools. Nach dem Abschluss der High School war er von 1961 bis 1974 in der Methodistischen Buchhandlung als Verkäufer angestellt. Im September 1964 schickte ihn Bischof Jean Rigalle Elysée für ein akademisches Jahr an das Immanuel College of Theology in Ibadan, Nigeria, wo er ein Zertifikat über christliche Erziehung und Jugendarbeit erhielt. Nach seiner Rückkehr arbeitete Odico von 1975 bis 1978 für die Diözese. Während dieser Zeit, im Jahr 1975, schrieb er sich für einen Korrespondenzkurs in Business-Englisch ein. Nach einer dreijährigen Tätigkeit in der Diözese nahm James Odico eine Tätigkeit im Bankwesen auf und arbeitete später im Senegambia Beach Hotel als Geschäftsführer. 1966 schrieb sich Odico an der Diözesan-Evangelisationsschule ein und erhielt 1997 das bischöfliche Fähigkeitszeugnis und 1999 ein Fortgeschrittenenzertifikat in Bibelstudien. 1998 wurde er als diözesaner Laienlektor zugelassen.
Der Kanoniker trat am 28. November 1999 als Diakon in das anglikanische Amt ein und wurde am 6. Januar 2002 zum Priester geweiht. In den nächsten 16 Jahren diente er der Diözese in verschiedenen Positionen als Pfarrer, Dekan der Kathedrale und derzeit dann als Generalvikar, als Nachfolger des CPWA-Primaten und ersten gambischen Bischofs Solomon Tilewa E. W. Johnson, der am 21. Januar 2014 verstorben war.

### Bischof von Gambia
Der Dekan der St. Mary’s Cathedral, wurde am Sonntag, dem 24. Januar 2016 von Daniel Yinka Sarfo, Primas und Metropolit der Church of the Province of West African (CPWA), zum Bischof der Diözese Gambia geweiht und inthronisiert. Zuvor wurde er auf einer Sondersynode der Diözese Gambia, die am 20. November 2016 in der Christ Church in Serrekunda stattfand, in einer geheimen Vier-Runden-Wahl zum Bischof gewählt.
Ab August 2018 war er Mitglied der staatlichen Untersuchungskommission Truth, Reconciliation and Reparations Commission, die die Vorfälle in der Amtszeit des Präsidenten Yahya Jammeh aufklären sollten.

## Familie
Er ist verheiratet mit Marian Georgiana Efuah Odico, das Paar hat vier Kinder.